# 嵩さやか
嵩 さやか（だけ さやか、1975年 - ）は、日本の日本の法学者。専門は社会保障法で、特にイギリスやフランスの年金制度についての研究が多い。
現在、東北大学大学院法学研究科教授。弁護士である夫との間に2子あり。

## 来歴
千葉県生まれ。父親は国家公務員。東京大学理科一類に入学したが、就職活動を意識し、法学部第2類（公法コース）に進学する。社会保障法のゼミで指導教員の岩村正彦から研究室の助手になることを勧められ、研究者となった。趣味はワイン。

## 職歴
- 1998年4月：東京大学大学院法学政治学研究科助手（社会保障法専攻）（〜2001年6月）。
- 2001年7月：東北大学大学院法学研究科助教授（〜2007年3月）。
- 2004年9月：日本学術振興会海外特別研究員（〜2006年8月）。
- 2007年4月：東北大学大学院法学研究科准教授（〜2016年2月）。
- 2016年3月：東北大学大学院法学研究科教授。

## 委員歴
- 2006年10月：中央労働委員会地方調整委員（公益委員）（〜2015年3月）。
- 2007年9月：宮城県精神医療審査会委員。
- 2011年10月：宮城県消費生活審議会委員（〜2019年9月）。
- 2011年10月：仙台市情報公開審査会委員（〜2017年9月）。
- 2012年10月：日本社会保障法学会理事。
- 2015年7月：厚生労働省社会保障審議会臨時委員（〜2016年3月）。
- 2016年4月：宮城県行政不服審査会委員。
- 2016年4月：仙台市行政不服審査会委員。
- 2017年9月：仙台市男女共同参画推進審議会委員。
- 2019年5月：厚生労働省厚生科学審議会難病対策委員会専門委員。
- 2019年6月：国立社会保障・人口問題研究所研究評価委員。

## 著作

### 単書
- 『年金制度と国家の役割：英仏の比較法的研究』（東京大学出版会、2006年3月）

### 共編
- （田中重人）『東北大学21世紀COEプログラム ジェンダー法・政策研究叢書第9巻「雇用・社会保障とジェンダー」』（東北大学出版会、2007年5月）
- （アラン・シュピオ、橋本一径）『法的人間ホモ・ジュリディクス: 法の人類学的機能』（勁草書房、2018年3月）
- （笠木映里、中野妙子、渡邊絹子）『社会保障法』（有斐閣、2018年12月）